# Canal Panda
O Canal Panda é um canal de televisão português, dedicado exclusivamente ao público infantil.

## História
O Canal Panda foi o primeiro canal infantojuvenil português e espanhol.
A sua emissão diária, originalmente, era de 20 horas até 2012, sem interrupções e com uma grande diversidade de programas como desenhos animados, séries de imagem real, filmes infantis, telejornais e programas especiais sobre desporto, música e cultura. Desde o ano de 2012, a sua emissão diária passou para 24 horas.
Foi fundado em 1 de Abril de 1996, com o nome de Panda Club, mas em 1997, passou a chamar-se oficialmente Canal Panda. 
Inicialmente, o canal era destinado também aos adolescentes e jovens adultos, sendo posteriormente criado o canal Panda Biggs no dia 1 de dezembro de 2009 para esse público. O Canal Panda, a partir de 2010, passou, então, a dedicar-se exclusivamente a crianças entre os 8 e os 14 anos de idade. A partir de 2012 o canal começou a emitir 24h por dia. Em Junho de 2009 os programas do Canal Panda passam da categoria Kids no ZON Videoclube (hoje NOS Play).
Inicialmente, o canal era também distribuído na Espanha, mas, em 2001, passou a dedicar-se exclusivamente ao mercado português. No dia 1 de Abril de 2011, o Canal Panda retomou as suas transmissões na Espanha, embora com um horário reduzido. Na Espanha, o canal é aberto às 6 horas da manhã (ou 7 horas, na hora portuguesa) e fecha às 2h da madrugada (ou 3 horas, na hora portuguesa).
A partir de 6 de julho de 2015, o canal foi remodelado com uma nova imagem e novo logotipo, tornando-se também mais apelativo ao público infantil. O público alvo foi igualmente reduzido para o público mais pequeno.
A partir de 25 de março de 2021, o Canal Panda em Portugal começou a ter um canal em HD.
Em 1 de junho de 2021, foi lançado outro canal português dedicado ao público infantil entre os 6 e os 9 anos de idade chamado Panda Kids que inicialmente era para ser o primeiro canal pop-up português, porém, devido à subida de audiências desse canal, a Dreamia decidiu torná-lo um canal normal e permanente. A partir de 2024, o canal passou a ser dedicado ao público infantojuvenil entre os 6 e os 12 anos.
Em 15 de dezembro de 2021, o Canal Panda começou a ter a sua própria plataforma de streaming gratuita até 31 de março de 2022 chamada Panda+ (pronunciado como Panda Plus). Está disponível na operadoras MEO, NOS, Nowo e Vodafone. Mais tarde, decidiu-se estender o seu plano gratuito até 31 de maio com mais funcionalidades. Em 1 de julho de 2022, foram adicionadas séries do canal Panda Kids no catálogo do Panda+ e a aplicação desta plataforma de streaming foi gratuita até 18 de julho de 2022.
Com o fecho do canal em Espanha através da substituição pelo canal Enfamilia em 15 de dezembro de 2022, o Canal Panda passou a ser novamente um canal exclusivamente português.

## Antecedentes
O canal foi fundado em 1996, sob o nome de Panda Club e, inicialmente, também era emitido em Macau. Um ano mais tarde, o canal mudou de nome para Canal Panda. Entre 2001 e 2011, o canal foi produzido exclusivamente para o mercado português.
Na Espanha, o Canal Panda desapareceu da plataforma Via Digital em 1 de janeiro de 2001, para ser substituído por um canal semelhante, o Canal Megatrix, resultado de um acordo de distribuição com a Antena 3 TV. Por sua vez, Canal Megatrix também encerrou portas em 2004, ao mesmo tempo com a fusão do Canal Satélite Digital e a Via Digital.
Em 2011, Chello Multicanal decidiu recuperar a marca na Espanha por não concordar com o projeto de lei de canal KidsCo, que distribuiu após a compra da produção Teuve. Em 1 de abril de 2011, o rejuvenescido Canal Panda Espanha é adicionado às plataformas Movistar+ e Vodafone TV, como também algumas empresas de cabo local em todo o País. Enquanto isso, o canal KidsCo continuou presente no mercado espanhol em algumas operadoras de cabo e IPTV, até encerrar portas em Janeiro de 2014.

## Controvérsias

### Medos
Entre 2001 e 2010, as imagens passadas durante o fim de emissão do Canal Panda eram consideradas assustadoras por várias crianças da época. As razões dos sustos estavam relacionadas com sons de corujas e do ressonar da mascote, juntamente com um desenho do Canal Panda a mexer-se com estrelas e a bocejar. O canal encerrava à 1h da madrugada, e no início, via-se uma tela branca e sons de relógio, mudando posteriormente para um fundo noturno com uma voz feminina que dizia "Até amanhã às 5 no Canal Panda!".
Em 2010, o canal decidiu editar o final de emissão. Deixando de ser uma imagem parada e passando apenas a ouvir-se os mesmos sons. Em 2011, o final de emissão foi mudado para um carrossel com bonecos a andarem nele. Em janeiro de 2012, o canal passou a ser emitido a 24h.

## Canal Panda nos anos 2000
Como nos anos 2000 não existia ainda Biggs (anteriormente Panda Biggs), o Canal Panda também era destinado aos adolescentes e aos jovens adultos. Isso fazia com que também houvesse programação (apenas esses 3 os idiomas eram aceites).
Muita animação japonesa era transmitida em espanhol, e nalguns casos continha alguma linguagem imprópria, isto acontecia em séries como Doraemon e Louca Academia de Polícia (KochiKame), coisa que hoje em dia seria completamente inaceitável.

### OPanda Mixe oPanda ao Vivo
As duas atrações que o canal teve na primeira metade dos anos 2000 foi o Panda Mix e o Panda ao Vivo. Numa época em que ainda não existia o Biggs, nem o infantil Festival Panda, nem a join-venture com a ZON (hoje NOS), o Canal Panda teve esses programas. À 6ª Feira à noite, o canal transmitia Panda Mix, que era um programa que transmitia vários videoclips (tal como faz o Biggs, mas o Canal Panda não os usava como tapa-buracos, tinha programa próprio). Já ao sábado à noite, o canal transmitia às 20h30, o Panda ao Vivo, que eram concertos com celebridades famosas, como "Keane" ou "Mika". O Panda Mix era apenas adquirir direitos de autor. Os concertos de sábado eram gravados em vários países e depois eram levados para a TV portuguesa.
As transmissões eram sempre regulares e assim continuaram até 2008, devido a critérios rigorosos relacionados com o público-alvo infantil, pois esses programas eram para os mais velhos e o canal tinha que se focar em conteúdo adequado para crianças. O Canal Panda pertenceu à Portugal Telecom até 2007, em 2008, mudou-se para a join-venture ZON Multimédia, depois da separação ao Grupo PT em 2007. Em 2008, foi criado o Festival Panda, em junho desse ano, o Panda é Fixe lançou o videoclipe musical, em 2009 lançou o canal para mais jovens, o Panda Biggs (atualmente Biggs).

### Os "tapa-buracos" da programação
Uma das particularidades que o canal também tinha era a exibição de um magazine ou de um desenho animado entre 2 e 7 minutos entre um programa e outro, tal e qual como a RTP fazia às vezes. Esses desenhos passavam desde o início dos anos 2000 e não estavam na programação (apenas entravam os que tinham entre 15 e 30 minutos de duração) e davam em vários horários, sendo também esses que pouco antes da 1h encerravam a emissão. Os mais aceites e transmitidos foram o Panda Flash e o Panda Sport, e de desenhos animados foram os da Renada (Renaade), A Aranha (Spider!), Lua, Hugo e Egon e Jimbo (Jimbo and the Jet Set). Os desenhos animados continuaram até 2009, o Panda Sport terminou em 2006 e o Panda Flash permaneceu (a dada altura de uma forma fugaz) até julho de 2015, altura em que o canal remodelou totalmente a programação.